# Klüse

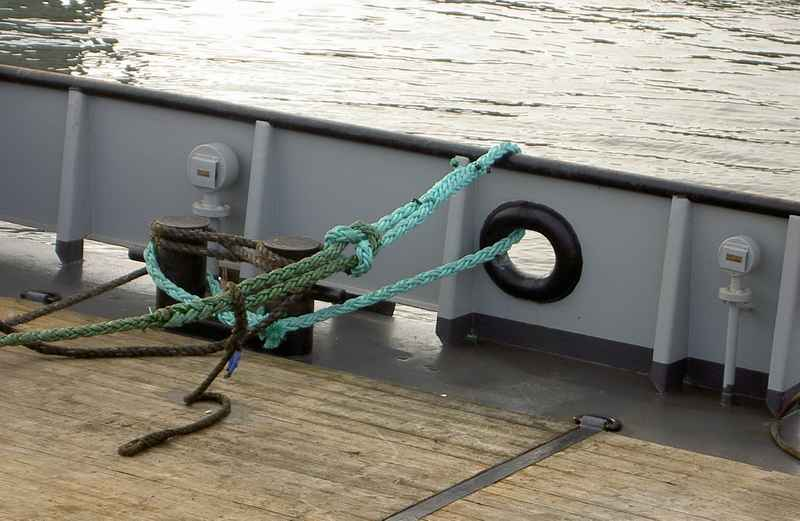
Klüse im Schanzkleid eines Schleppers in Cuxhaven

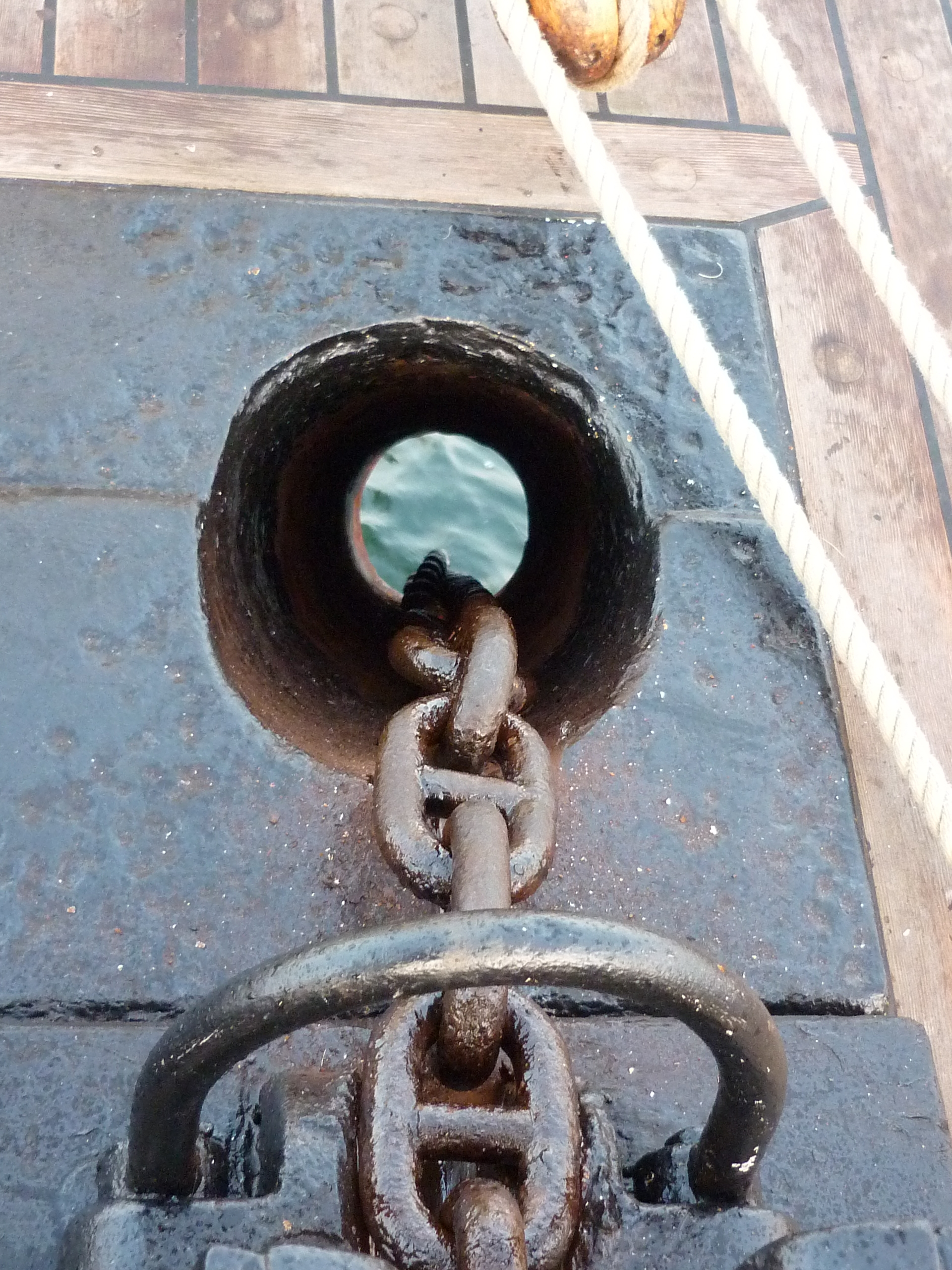
Ankerklüse

Eine Klüse (niederländisch) ist eine verstärkte Öffnung in der Bordwand, dem Schanzkleid oder dem Deck eines Bootes oder Schiffes zur Durchführung von Ketten, Leinen oder Trossen. Am bekanntesten ist wohl die Ankerklüse, durch die nicht nur die Ankerkette durchgeführt wird, sondern die auch den Anker in seiner eingeholten Stellung hält. Das Innere der Klüse ist zumeist mit einem sogenannten Klüsenfutter aus weicherem Metall (früher oftmals eine Bleilegierung) ausgestattet, um den Verschleiß der Ankerkette zu reduzieren.
Klüsen im Schanzkleid sind, insbesondere bei großen Schiffen und Seeschiffen, zusätzlich mit Rollen ausgestattet, an denen die Trossen entlanglaufen, um das Schanzkleid und die Trosse nicht zu beschädigen (Rollklüse). Bei kleineren Schiffen, wie den Hafenschleppern, kann auf die Rollen zumeist verzichtet werden, hier ist dann das Schanzkleid entsprechend verstärkt (siehe Bild).
Die Panamaklüsen sind spezielle Klüsen auf Back- und Steuerbordseite, um die Trossen jeweils zu den beiden dort üblichen Treidellokomotiven zu führen und damit eine sichere Passage durch die Schleusen des Panamakanals zu ermöglichen.
Davon abgeleitet werden auch die Augen im Niederdeutschen als „Klüsen“ bezeichnet.